# Софіївка (Березівська міська громада)
Софі́ївка — село Березівської міської громади у Березівському районі Одеської області в Україні. Населення становить 259 осіб.

## Історія
Під час організованого радянською владою Голодомору 1932—1933 років померло щонайменше 4 жителі села.

## Населення
Згідно з переписом 1989 року населення села, яке тоді входило до складу Гуляївської сільської ради, становило 417 осіб, з яких 185 чоловіків та 232 жінки.
За переписом населення 2001 року в селі мешкало 259 осіб.

### Мова
Розподіл населення за рідною мовою за даними перепису 2001 року:
| Мова       | Чисельність | Відсоток |
| ---------- | ----------- | -------- |
| українська | 237         | 91,51%   |
| російська  | 10          | 3,86%    |
| румунська  | 9           | 3,47%    |
| білоруська | 2           | 0,77%    |
| болгарська | 1           | 0,39%    |
| Усього     | 259         | 100%     |